# Территория Мичиган
Территория Мичиган (англ. Territory of Michigan) — инкорпорированная организованная территория США, существовавшая с 30 июня 1805 года по 26 января 1837 года.

## История
Изначально эта земля интересовала европейцев лишь с точки зрения контроля над торговлей мехами, поэтому немногочисленное европейское население состояло из охотников, торговцев, миссионеров и мелких воинских гарнизонов. Став частью Новой Франции, они управлялись сначала из форта Мишилимакино, потом из Детройта. Во время Семилетней войны Детройт и зависимые от него территории были в 1760 году оккупированы британскими войсками под командованием Роберта Роджерса. По Парижскому договору 1763 года Франция отказалась от своих владений в этих местах в пользу Англии. Сразу же по окончании войны в этих местах произошло восстание Понтиака. В 1774 году был принят Акт о Квебеке, в соответствии с которым эти земли стали частью провинции Квебек, а после её раздела в 1791 году — частью Верхней Канады. Великобритания старалась удержать Детройт и зависимые от него территории любой ценой несмотря на то, что завершивший Войну за независимость США мирный договор 1783 года признал претензии США на эти земли. Лишь после того, как американцы разгромили союзные британцам индейские племена, британские войска 11 июля 1796 года оставили Детройт.
После образования США различные штаты начали предъявлять претензии на земли, лежащие к северо-западу от них. Ещё в 1779 году Законодательное собрание Виргинии создало Графство Иллинойс, в которое были включены все территории к западу от реки Огайо, на которые Виргиния имела хоть какие-нибудь претензии; однако в реальности графству подчинялись лишь бывшие французские поселения. В 1784 году Виргиния отказалась от претензий на земли, западнее Огайо, а Конгресс США, оказавшись после войны в тяжелом экономическом положении, пытался решить свои финансовые проблемы за счет продажи земельных владений на индейских территориях, привлекая на них земельных спекулянтов и колонистов, нуждающихся в свободных землях. 13 июля 1787 года актом Конгресса Конфедерации была создана Северо-Западная территория. В 1794 году был заключён Гринвилльский договор, согласно которому индейская конфедерация разрешала белым поселенцам обосноваться к северу от реки Огайо, признала американский суверенитет над Северо-западными территориями и выдала десять вождей в заложники до возвращения пленных американцев. Почти все земли будущей территории Мичиган тогда входили в состав графства Уэйн, созданного в 1796 году.
В связи с подготовкой к вхождению Огайо в состав США в качестве штата, было решено выделить западную часть Северо-Западных территорий в отдельную территорию, для которой стали использовать уже существующий термин «Индиана» — так в 1800 году появилась Территория Индиана со столицей в Винсеннесе. В графстве Уэйн всё осталось по-прежнему, за исключением одного: сообщение с новым административным центром стало недопустимо долгим. Когда в 1804 году губернатор назначил на 11 сентября голосование по поводу перехода Территории ко второй стадии государственного строительства, то в Уэйне об этом узнали лишь после того, как эта дата уже прошла. Поэтому в декабре 1804 года жители графства Уэйн направили петицию в Конгресс с просьбой о выделении его в отдельную Территорию. Петиция была удовлетворена, и 11 января 1805 года Конгресс США принял Акт о создании Территории Мичиган, вступавший в силу с 30 июня 1805 года.
Акт Конгресса определил Территорию Мичиган как «все части Территории Индиана, лежащие к северу от линии, идущей на восток от самой южной точки озера Мичиган до пересечения с берегом озера Эри, и к востоку от линии, идущей на север от вышеупомянутой южной точки через середину вышеупомянутого озера до его северного берега, и далее до северной границы Соединённых Штатов».
Первый губернатор Территории Вильям Халл ликвидировал графство Уэйн, и создал ряд районов. В 1807 году он заключил Детройтский договор с племенами оттава, оджибве, вендат и потаватоми, по которому те уступили часть своих земель.
Во время англо-американской войны британские войска под командованием Айзека Брока 16 августа 1812 года взяли Детройт, и земли территории Мичиган номинально опять стали частью Верхней Канады. В 1813 году американцы вернули себе контроль над этими землями.
В 1816 году был образован штат Индиана, а не вошедшие в его состав земли бывшей Территории Индиана были разделены между Территорией Мичиган и Территорией Иллинойс; штат Индиана при этом получил часть земель Территории Мичиган, чтобы получить сообщение с озером Мичиган. В 1818 году был образован штат Иллинойс, а не вошедшие в его состав земли бывшей Территории Иллинойс также были присоединены к Территории Мичиган. После этого федеральное правительство начало быстро заключать договоры с местными племенами и забирать их земли.
В 1824 году Территория Мичиган перешла ко второй стадии государственного строительства: был создан Законодательный совет, 9 членов которого назначались президентом из числа 18 кандидатов, выбранных народом. В 1825 году был открыт канал Эри.
В 1834 году к Территории Мичиган были присоединены все земли, полученные Соединёнными Штатами в результате Луизианской покупки, которые к тому моменту ещё не были распределены между другими административными образованиями. Таким образом, в 1834 году Территория Мичиган располагалась на землях современных американских штатов Мичиган, Висконсин, Айова, Миннесота, и значительной части обеих Дакот.
В 1835 году Мичиган обратился с просьбой о вхождении в состав США в качестве штата, но тут разразился конфликт из-за «Толидской полосы» — части Территории Мичиган, прилегающей к границу со штатом Огайо, с поротом Толидо на озере Эри. Огайо давно претендовал на эти земли, и теперь представители штата воспользовались возможностью: они объявили, что не согласятся на создание штата Мичиган, если Толидская полоса не будет передана Огайо. Между Мичиганом и Огайо начались вооружённые столкновения, известные как «Толидская война». В итоге в конфликт был вынужден вмешаться президент Эндрю Джексон, который предложил компромисс: Толидская полоса отходила штату Огайо, а в состав штата Мичиган помимо восточной четверти Верхнего полуострова будут включены и остальные три четверти. Предложение было принято.
3 июля 1836 года из состава Территории Мичиган была выделена Территория Висконсин, а 26 января 1837 года Мичиган вошёл в состав США в качестве штата.

## Карты

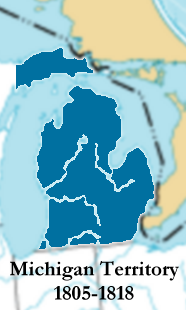
В 1805-1818 годах западная граница проходила через середину озера Мичиган
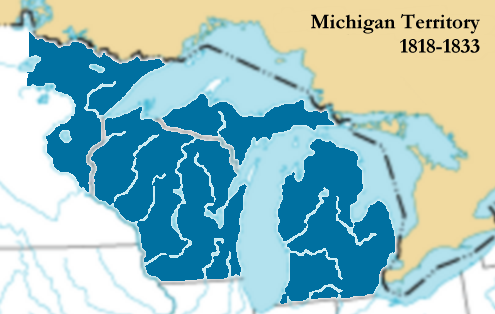
В 1818-1833 годах, когда Индиана и Иллинойс стали штатами, оставшиеся земли соответствующих территорий были присоединены к Территории Мичиган
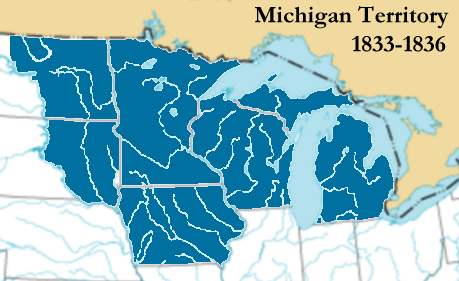
В 1833-1836 годах, к Территории Мичиган были присоединены все земли, полученные при Луизианской покупке, а также земли бывшей Северо-Западной Территории, которые не были включены куда-либо ещё
В 1836 году «Толидская полоса» (белая) была передана штату Огайо
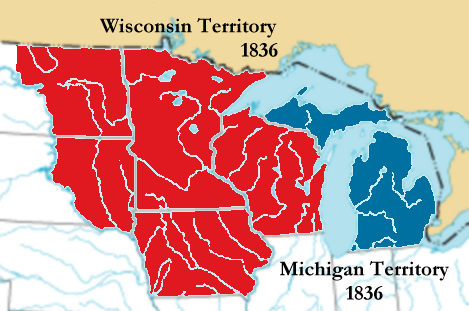
В 1836 году была выделена Территория Висконсин (красная)
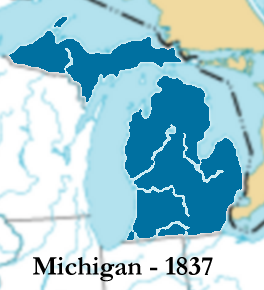
В 1837 году был создан штат Мичиган